# Paul Menu

Operatorul Paul Menu.

Paul Menu (n. 10 mai 1876, Paris, Franța - d. 27 iulie 1973, Paris) a fost un fotograf și operator de film documentar de origine franceză. El este autorul primelor filmări din România (realizate în intervalul 10 mai - 20 iunie 1897).
Primele trei subiecte de actualități românești, filmate de operatorul Paul Menu, la 10 mai 1897, din inițiativa ziarului "L’Indépendence Roumaine" au fost prezentate la data de 8 iunie 1897 la Cinematograful "Lumière". 
Toată cariera de operator a lui Paul Menu a durat 40 de zile. „Vederile“ (filmulețe de câte un minut fiecare) realizate de el au fost filmate cu aparatul bivalent, de înregistrare și proiecție, existent în redacția ziarului „L’Independance Roumaine”, aparat care, până la acea dată, încă nu fusese niciodată utilizat pentru filmări.

## Filmografie (operator)
- Defilare de 10 mai
- M.S. Regele călare ocupând locul pe bulevard pentru a prezida defilarea
- M.S. Regina în trăsură și M.S. Regele călare revenind la palat escortați de statul major regal și de atașații militari străini
- Târgul Moșilor (I)
- Târgul Moșilor (II)
- "Cântarul" la hipodromul Băneasa
- Tribunele la cursele de la Băneasa
- Terasa cafenelei Capșa
- La șosea (I)
- La șosea (II)
- "Bufetul" de la șosea
- Bastimentele flotiliei de pe Dunăre
- Exercițiile marinarilor flotiliei de pe Dunăre
- Inundațiile de la Galați (I-IV)